# Campionati mondiali di sollevamento pesi Berlino 1911
I Campionati mondiali di sollevamento pesi 1911, 16ª edizione della manifestazione, si disputarono a Berlino dal 13 al 14 maggio 1911.

## Titoli in palio
Si assegnarono titoli nelle quattro categorie sotto elencate.
| Categoria    | Eventi      |
| ------------ | ----------- |
| Pesi piuma   | 60 kg       |
| Pesi leggeri | 70 kg       |
| Pesi medi    | 80 kg       |
| Pesi massimi | Oltre 80 kg |

## Risultati
| Evento      | Oro           | Oro   | Argento              | Argento | Bronzo         | Bronzo |
| ----------- | ------------- | ----- | -------------------- | ------- | -------------- | ------ |
| 60 kg       | Emil Kliment  | 321,5 | Jakob Vogt           | 282,5   | Oswald Greth   | 281,0  |
| 70 kg       | Josef Schwabl | 337,5 | Albert Meyer         | 335,0   | Paul Gnauk     | 312,5  |
| 80 kg       | Rudolf Oswald | 377,0 | Leopold Hennermüller | 373,0   | Peter Haase    | 345,0  |
| Oltre 80 kg | Karl Swoboda  | 464,0 | Berthold Tandler     | 415,0   | Franz Buchholz | 391,5  |

## Medagliere
| Posiz. | Nazione  | Oro | Argento | Bronzo | Totale |
| ------ | -------- | --- | ------- | ------ | ------ |
| 1      | Austria  | 4   | 2       | 0      | 6      |
| 2      | Germania | 0   | 2       | 4      | 6      |
| Totale | Totale   | 4   | 4       | 4      | 12     |